# Lỗ Bá Ngự
Lỗ Bá Ngự (chữ Hán: 魯伯御, trị vì 806 TCN-796 TCN), tên thật là Cơ Bá Ngự (姬伯御), là vị vua thứ 11 của nước Lỗ - chư hầu nhà Chu trong lịch sử Trung Quốc.

## Thân thế
Lỗ Bá Ngự là con của Cơ Quát – con trưởng của Lỗ Vũ công, tức là cháu đích Vũ công – vua thứ 9 nước Lỗ. Vì chú ông là Cơ Huy được thiên tử Chu Tuyên vương yêu và can thiệp để lập làm người kế vị nên cha ông không được nối ngôi ông nội.

## Giành ngôi và bị hại
Chú Cơ Huy nối ngôi Vũ công, trở thành Lỗ Ý công. Vì việc này đã khiến cha con Bá Ngự vô cùng bất mãn. Sau khi cha mất, Bá Ngự tiếp tục tập hợp lực lượng chống lại Lỗ Ý công.
Năm 807 TCN, thấy thời cơ đã chín muồi, Bá Ngự bèn khởi binh giết chết Lỗ Ý công và tự lập làm vua Lỗ.
Chu Tuyên Vương nghe tin vô cùng căm giận. Năm 796 TCN, Tuyên Vương điều quân can thiệp vào nước Lỗ, giết chết Lỗ Bá Ngự.
Bá Ngự làm vua được 11 năm và không được đặt thụy hiệu. Chu Tuyên Vương chọn trong các công tử nước Lỗ, được người nước Lỗ tiến cử em của Lỗ Ý công là công tử Cơ Xứng, bèn lập làm vua mới, tức là Lỗ Hiếu công. Vì việc Chu Tuyên Vương can thiệp vào việc bỏ trưởng lập thứ của chư hầu, từ đó các chư hầu không theo lệnh nhà Chu nữa.